# 埃伦·菲德勒
埃伦·菲德勒（德語：Ellen Fiedler，1958年11月26日—），旧姓诺伊曼（Neumann），德国女子田径运动员，主攻400米跨栏。她曾代表东德参加1988年夏季奥林匹克运动会田径比赛，获得女子400米栏铜牌。